# Стемпово
Стемпово (пол. Stępowo, нім. Stempau) — село в Польщі, у гміні Рипін Рипінського повіту Куявсько-Поморського воєводства.
Населення — 362 особи (2011).
У 1975-1998 роках село належало до Влоцлавського воєводства.

## Демографія
Демографічна структура станом на 31 березня 2011 року:
|          | Загалом | Допрацездатний вік | Працездатний вік | Постпрацездатний вік |
| -------- | ------- | ------------------ | ---------------- | -------------------- |
| Чоловіки | 198     | 50                 | 127              | 21                   |
| Жінки    | 164     | 34                 | 85               | 45                   |
| Разом    | 362     | 84                 | 212              | 66                   |